# زرقطيات
زرقطيات أو نسوحيات أو تحت فصيلة بوليسيني (الاسم العلمي: Polistinae)، هي دبابير اجتماعية عليا من غشائيات الأجنحة وترتبط أرطباطًا وثيقًا بادبابير السترة الصفراء، ولكنها وضعت في فصيلة خاصة بهم، وتضم أربع قبائل مع نحو 1100 نوع.

## روابط خارجية
- Social Behavior of Polistine Wasps
- Article on Australian Paper Wasps
- Nest defence behavior in two species of Polybia
- Ropalidia marginata a primitive eusocial wasp
- Iconography of the Vespidae of the World